# Graphephorum
Graphephorum là một chi thực vật có hoa trong họ Hòa thảo (Poaceae).

## Loài
Chi Graphephorum gồm các loài: